# Henry Morgan
Sir Henry Morgan, "Barbadosed" (en gal·lès: Harri Morgan) (Llanrhymny (actualment, Rhymney) (País de Gal·les), cap al 1635 - Lawrencefield (Jamaica), 25 d'agost del 1688) fou un pirata, corsari i almirall britànic d'origen gal·lès que es va fer un nom saquejant els ports castellans del Mar Carib. Se'l recorda com un dels corsaris més importants i exitosos de la història, i un dels més cruels i despietats amb les seves víctimes a tota la costa hispànica d'Amèrica. En tres períodes va exercir interinament el càrrec de governador de Jamaica.